# Веронська ліга
Веронська ліга — союз, утворений у 1164 р. у Вероні та спонсорований Венеційською республікою між деякими головними містами Веронської марки. Окрім міста Верони до складу ліги увійшли Падуя, Тревізо та Віченца.

## Історія
Після зруйнування Мілана військами імператора Фрідріха Барбароси в 1162 р. великі податки були введені як в Веронській марці, як і в решті північної Італії. Венеція, твердо вирішивши взяти материкові міста під свій вплив, скористалася зростаючим невдоволенням, яке ширилося в міських класах по відношенню до імператора. Таким чином, у Вероні, в 1164 році, представники місцевої влади, разом з представниками влади Падуї та Віченци, об'єдналися у Веронське товариство (it. Veronensis societas). Тревізо приєдналося пізніше.
У тому ж році деякі проімперські веронські дворяни розробили план, як за допомогою Барбароси повернути Верону під свій контроль. Змова була виявлена, а її учасники страчені. Однак імператорські війська зустрілися з військами Ліги поблизу Вігазіо, але зіткнення не відбулося, оскільки німці, взявши до уваги свою малу чисельність, відступили без бою.
У 1167 р. в абатстві Понтіда представники Веронської ліги зустрілися з представниками Кремонської ліги і дали життя Ломбардській лізі.